# Professional Golfers' Association (Reino Unido)
O Professional Golfers' Association é a entidade que reúne e representa os interessados, professores e clubes de golfe no Reino Unido e na República da Irlanda. 
É uma das PGAs existentes no mundo, mas assim como outras entidades desportivas britânicas, não traz em seu nome a referência territorial porque foi a primeira a ser fundada no mundo.